# Amtsgericht Falkenberg
Das Amtsgericht Falkenberg war ein preußisches Amtsgericht mit Sitz in Falkenberg.

## Geschichte
In Falkenberg bestand von 1849 bis 1879 das Kreisgericht Falkenberg. Das königlich preußische Amtsgericht Falkenberg wurde mit Wirkung zum 1. Oktober  1879 als eines von acht Amtsgerichten im Bezirk des Landgerichtes Neisse im Bezirk des Oberlandesgerichtes Breslau gebildet. Der Sitz des Gerichtes war  Falkenberg. Sein Gerichtsbezirk umfasste den Kreis Falkenberg O.S. ohne die Teile, die den Amtsgerichten Friedland und Löwen zugeordnet waren. Am Gericht bestanden 1880 zwei Richterstellen. Das Amtsgericht war damit ein mittelgroßes Amtsgericht im Landgerichtsbezirk. Zum 1. April 1941 wurde der Landgerichtsbezirk Neisse mit seinen Amtsgerichten dem neugeschaffenen Oberlandesgericht Kattowitz zugeschlagen.
Im Jahre 1945 wurde der Amtsgerichtsbezirk unter polnische Verwaltung gestellt, und die deutschen Einwohner wurden vertrieben. Damit endete auch die Geschichte des Amtsgerichtes Falkenberg.